# Sigmodon peruanus
Sigmodon peruanus é uma espécie de roedor da família Cricetidae.
Pode ser encontrada nos seguintes países: Equador e Peru.